# Morgan Lamoisson
Morgan Lamoisson, né le 7 septembre 1988 à Issoudun, est un coureur cycliste français. Membre des équipes Blois CAC 41 et Vendée U chez les amateurs, il est professionnel au sein de la formation  Europcar de 2013 à 2015. Son palmarès comprend notamment deux titres de champion de France de cyclisme sur piste obtenus en 2011 et 2012.

## Biographie

### Débuts cyclistes et carrière chez les amateurs
Morgan Lamoisson est formé dans sa jeunesse par l'AC Bas-Berry, le club cycliste d'Issoudun présidé par l'entraineur Roger Hervouet,.
Il rejoint en 2011 le Vendée U, réserve de l'équipe professionnelle Europcar. Il y passe deux saisons et s'illustre par ses victoires au sprint. Il est ainsi vainqueur d'étape du Circuit des plages vendéennes et du Tour du Loir-et-Cher (une épreuve inscrite au calendrier de l’UCI Europe Tour) en 2011, vainqueur du classement général du Circuit des plages vendéennes, de La Gislard et de Paris-Connerré en 2012. En fin de saison 2011, il est stagiaire au sein d'Europcar.

### Carrière professionnelle
En 2013, il est recruté par l'équipe Europcar. La première course de Morgan Lamoisson est la Tropicale Amissa Bongo. Il se dit « très heureux de commencer l'année en Afrique ». Il y obtient une quatorzième place lors de la septième étape. Au printemps, il dispute notamment son premier Paris-Roubaix. La suite de sa saison est gâchée par une série de chutes, la première en avril, qui lui cause une luxation pour laquelle il est opéré en fin de saison. Peu après cette opération, il se fracture une rotule en tombant dans un escalier. Il passe tout de même proche de la victoire fin juillet, seul Caleb Ewan le précédant sur la deuxième étape du Tour d'Alsace. 
Cette nouvelle blessure engendre un déficit de musculature qui l'affaiblit durant la saison 2014,. Il se classe tout de même cinquième de la Châteauroux Classic de l'Indre et septième du classement général de l'Eurométropole Tour au deuxième semestre.
En 2015, il court peu (40 jours de course) mais obtient quelques places d'honneur. Il termine ainsi sixième du Duo normand et troisième d'une étape de la Tropicale Amissa Bongo. En fin de saison il s'estime « mis à l'écart » par la direction de l'équipe Europcar et Jean-René Bernaudeau.

### Retour chez les amateurs et fin de carrière
Il n'est pas conservé par les dirigeants de l'équipe Europcar à la fin de l'année 2015  et rejoint la formation Vendée U l'année suivante. Pour son retour dans les rangs des amateurs, il remporte quatre victoires (le Circuit des vins du Blayais, la première étape du Tour Nivernais Morvan et deux étapes du Tour de La Réunion). Il met un terme à sa carrière cycliste après avoir participé une dernière fois aux championnats de France sur piste, où il glane deux médailles lors de la poursuite par équipes et de la course scratch.

### Reconversion professionnelle
Après avoir effectué un bilan de compétence, Morgan Lamoisson décide de suivre une formation professionnelle d'un an afin de devenir entraîneur ou directeur sportif. Dans le cadre de cette reconversion, l'ancien coureur effectue divers stages au sein des équipes cyclistes Direct Énergie et Vendée U. En 2017, il devient directeur sportif de la formation du Vendée U. Après trois années d'expérience dans la peau d'un directeur sportif, il déclare arriver à un carrefour dans sa réflexion au terme de la saison 2019, faisant face à trois choix, rester dans la structure de Jean-René Bernaudeau avec un rôle différent, "créer quelque chose" ou changer d’équipe. Finalement, il continue d’occuper son rôle de directeur sportif au Vendée U jusqu’à la fin de la saison 2022 en compagnie, notamment, de Damien Pommereau.
En 2023, il rejoint l’équipe professionnelle suisse Tudor en tant que directeur sportif.

## Palmarès sur route

### Par années
| - 2007 - 3e étape du Tour d'Eure-et-Loir - 2009 - Grand Prix du Comité des Fêtes de Villemandeur - 2e du Grand Prix des Vins de Panzoult - 2010 - Grand Prix Christian Fenioux - 2e du Souvenir Mauric-Tisserat - 3e du Grand Prix des Vins de Panzoult - 3e du Grand Prix des Grattons - 2011 - 3e étape du Circuit des plages vendéennes - 3e étape du Tour du Loir-et-Cher - Tour de la Communauté de communes de Pruillé - Circuit des Vignes - 3e du Circuit du Bocage vendéen | - 2012 - Circuit des plages vendéennes : - Classement général - 2e, 3e et 7e étapes - La Gislard - Paris-Connerré - 2e du Circuit méditerranéen - 2e de La Gainsbarre - 2e du Souvenir Vincent-Moreau - 2e du Prix de Notre-Dame-de-Monts - 2016 - Circuit des Vins du Blayais - 1re étape du Tour Nivernais Morvan (contre-la-montre par équipes) - 5e et 9e étapes du Tour Cycliste Antenne Réunion - 3e du Grand Prix du CA Béglais |  |

### Classements mondiaux
| Année           | 2011 | 2012 | 2013   | 2014 | 2015 |
| --------------- | ---- | ---- | ------ | ---- | ---- |
| UCI Africa Tour |      |      |        |      | 163e |
| UCI Europe Tour | 704e | 735e | 1 034e |      | 863e |

## Palmarès sur piste

### Championnats du monde juniors
- 2006
  -  Médaillé d'argent du scratch juniors

### Championnats de France
- 2005
  - 3e de la poursuite par équipes juniors
- 2010
  -  Champion de France de la course aux points espoirs
- 2011
  -  Champion de France de poursuite par équipes (avec Benoît Daeninck, Damien Gaudin, Julien Morice et Bryan Coquard)
  - 2e de l'américaine
  - 2e du scratch
- 2012
  -  Champion de France de l'américaine (avec Bryan Coquard)
- 2016
  - 2e de la poursuite par équipes
  - 3e du scratch